# Wiktor Stepanowitsch Komarow
Wiktor Stepanowitsch Komarow (russisch Виктор Степанович Комаров; * 1893 in Moskau; † 27. Dezember 1974 ebenda) war ein russischer Kirchenmusiker und Chorleiter.

## Leben
Komarow, Sohn einer religiösen Familie, studierte an der Moskauer Handelsakademie und darauf Medizin an der Universität Moskau mit Abschluss als Homöopathischer Arzt. Daneben betrieb er Musik-Studien und bestand 1913 an der Moskauer Kirchlichen Hochschule für Kirchengesang die Prüfung als Chorleiter.
Komarow begann seine Chorleiter-Tätigkeit 1912 und leitete die Kirchenchöre in verschiedenen Moskauer Kirchen, insbesondere auch den von Pawel Grigorjewitsch Tschesnokow gegründeten Chor der Dreifaltigkeitskirche. Als in Moskau nicht mehr gesungen werden konnte, arbeitete er in Kirchen auf dem Lande.
1943 wurde Komarow vom Dekan der Epiphanien-Kathedrale zu Jelochowo Protopresbyter Nikolai Fjodorowitsch Koltschizki zum Leiter des Chores der Patriarchen-Kathedrale berufen, so dass er sogleich bei der Inthronisation des Patriarchen Sergius I. mitwirkte. Herausragende Konzerte veranstaltete er anlässlich der Inthronisation Alexius I. 1945, der 500-Jahr-Feier der Russischen Autokephalen Kirche 1948, der 40-Jahr-Feier des Moskauer Patriarchats 1957 und der Inthronisation des Patriarchen Pimen I. 1971. Er folgte den Traditionen des Moskauer Sinodal-Chores wie auch Serge Jaroff. Komarows Repertoire stützte sich auf das Werk von Dmitri Stepanowitsch Bortnjanski, Alexander Dmitrijewitsch Kastalski, Alexander Andrejewitsch Archangelski und Alexander Alexandrowitsch Tretjakow. Der Chor war eng verbunden mit dem Dreifaltigkeitskloster von Sergijew Possad. Auch wirkte er mit bei der Vertonung des Films Iwan der Schreckliche.
Komarow lehrte Chorleitung an der Moskauer Geistlichen Akademie und praktizierte als Homöopathischer Arzt. Er fand sein Grab an der Verklärung-Christi-Kirche in Peredelkino. Die kirchlichen Exequien wurden von Patriarch Pimen geleitet.